# گمینا پژمکوو
گمینا پژمکوو (به لهستانی:  Gmina Przemków) یک گمینا در لهستان است که در شهرستان پولکوویتسه واقع شده‌ است. گمینا پژمکوو ۱۰۸٫۰۴ کیلومتر مربع مساحت و ۸٫۸۲۶ نفر جمعیت دارد.